# جون نيكلسون (كاتب)
جون نيكلسون (بالإنجليزية: John Nicholson)‏ هو كاتب للأطفال وكاتب أسترالي، ولد في 1950.